# Сен-Мартен-де-Бельвіль
Сен-Марте́н-де-Бельві́ль (фр. Saint-Martin-de-Belleville) — колишній муніципалітет у Франції, у регіоні Овернь-Рона-Альпи, департамент Савоя. Населення — 2589 осіб (2011).
Муніципалітет був розташований на відстані близько 500 км на південний схід від Парижа, 140 км на схід від Ліона, 55 км на південний схід від Шамбері.

## Історія
До 2015 року муніципалітет перебував у складі регіону Рона-Альпи. Від 1 січня 2016 року належав до нового об'єднаного регіону Овернь-Рона-Альпи.
1 січня 2016 року Сен-Мартен-де-Бельвіль і Вілларлюрен було об'єднано в новий муніципалітет Ле-Бельвіль.

## Демографія
Динаміка населення (INSEE ):
Розподіл населення за віком та статтю (2006):
| Стать | Всього | До 15 років | 15-24 | 25-44 | 45-64 | 65-85 | Понад 85 |
| --- | ------ | ----------- | ----- | ----- | ----- | ----- | -------- |
| Чоловіки | 1596   | 265         | 264   | 616   | 328   | 119   | 4        |
| Жінки | 1472   | 268         | 206   | 521   | 316   | 161   | 0        |
| \| Статево-вікова піраміда \| Статево-вікова піраміда \| Статево-вікова піраміда \| \| ----------------------- \| ----------------------- \| ----------------------- \| \| Чоловіки \| Вік \| Жінки \| \| 4 \| 85 + \| 0 \| \| 8 \| 80-84 \| 21 \| \| 53 \| 75-79 \| 33 \| \| 29 \| 70-74 \| 62 \| \| 29 \| 65-69 \| 45 \| \| 44 \| 60-64 \| 37 \| \| 65 \| 55-59 \| 61 \| \| 132 \| 50-54 \| 122 \| \| 87 \| 45-49 \| 96 \| \| 130 \| 40-44 \| 107 \| \| 111 \| 35-39 \| 134 \| \| 167 \| 30-34 \| 136 \| \| 208 \| 25-29 \| 144 \| \| 182 \| 20-24 \| 163 \| \| 82 \| 15-20 \| 43 \| \| 124 \| 10-14 \| 73 \| \| 70 \| 5-9 \| 101 \| \| 71 \| 0-4 \| 94 \| |        |             |       |       |       |       |          |
| Статево-вікова піраміда |        |             |       |       |       |       |          |
| Чоловіки | Вік    | Жінки       |       |       |       |       |          |
| 4 | 85 +   | 0           |       |       |       |       |          |
| 8 | 80-84  | 21          |       |       |       |       |          |
| 53 | 75-79  | 33          |       |       |       |       |          |
| 29 | 70-74  | 62          |       |       |       |       |          |
| 29 | 65-69  | 45          |       |       |       |       |          |
| 44 | 60-64  | 37          |       |       |       |       |          |
| 65 | 55-59  | 61          |       |       |       |       |          |
| 132 | 50-54  | 122         |       |       |       |       |          |
| 87 | 45-49  | 96          |       |       |       |       |          |
| 130 | 40-44  | 107         |       |       |       |       |          |
| 111 | 35-39  | 134         |       |       |       |       |          |
| 167 | 30-34  | 136         |       |       |       |       |          |
| 208 | 25-29  | 144         |       |       |       |       |          |
| 182 | 20-24  | 163         |       |       |       |       |          |
| 82 | 15-20  | 43          |       |       |       |       |          |
| 124 | 10-14  | 73          |       |       |       |       |          |
| 70 | 5-9    | 101         |       |       |       |       |          |
| 71 | 0-4    | 94          |       |       |       |       |          |

## Персоналії
В комуні народився олімпійський чемпіон, біатлоніст, Венсан Же.

## Економіка
2010 року серед 1787 осіб працездатного віку (15—64 років) 1490 були активними, 297 — неактивними (показник активності 83,4%, у 1999 році було 87,1%). З 1490 активних мешканців працювали 1473 особи (786 чоловіків та 687 жінок), безробітними було 17 (7 чоловіків та 10 жінок). Серед 297 неактивних 137 осіб було учнями чи студентами, 99 — пенсіонерами, 61 була неактивною з інших причин.

У 2010 році в муніципалітеті числилось 1180 оподаткованих домогосподарств, у яких проживали 2676,0 особи, медіана доходів виносила 21 859 євро на одного особоспоживача